# مخيم عين عريك
مخيم عين عريك هو مخيم فلسطيني أقيم في عام 1948، ويقع في قرية عين عريك التابعة لمحافظة رام الله والبيرة، والتي تحيط بها قرى دير ابزيع وعين قينيا وبيت عور التحتا وبلدة بيتونيا وتشتهر بمزروعاتها من أشجار الزيتون واللوز والجوز والعنب والرمان بالإضافة إلى كثرة عيون الماء العذب فيها، وهو ما ساعد على استقرار النازحين من القرى المهجرة فيها عند بداية تأسيس المخيم. لا تعترف منظمة وكالة الأمم المتحدة لإغاثة اللاجئين الأونروا بمخيم عين عريك حتى الآن.

## لمحة تاريخية
أنشئ مخيم مخيم عين عريك في أعقاب نكبة عام 1948 في بلدة عين عريك الواقعة على بعد سبعة كيلومترات غرب محافظة رام الله والبيرة على مساحة بلغت 25 دونمًا بعضها أراضي مُسجلة كأوقاف والبعض الآخر مملوك لسكان القرية الأصليين وقد استأجرتها منهم وكالة الأمم المتحدة لإغاثة اللاجئين الأونوروا.

## الخصائص السكانية
قُدّرت أعداد سكان مخيم عين عريك عند تأسيسه في عام 1948 ببضع آلاف فوصل عددهم قبل عام 1967 إلى ألفي نسمة، ثُم أخذ هذا العدد يتقلّص بسبب نزوح السكان بعد عام 1967 إلى القرى والبلدات القريبة في بيتونيا ورام الله والبيرة، وانتقال بعضهم للعيش خارج الأراضي الفلسطينية في دول مثل الأردن، ويُقدّر عدد سكان المخيم في الوقت الحالي وفقًا لإحصائيات الجهاز المركزي للإحصاء الفلسطيني بحوالي 500 نسمة فقط أي حوالى ثلث سكان قرية عين عريك.
تألفت التركيبة الديموغرافية لسكان مخيم عين عريك من السكان النازحين من عدد من القرى والمدن الفلسطينية المهجرة في عام 1948، ومن بينها مدن وقرى اللد وأبو شوشة والرملة ويافا، وعنابة وجمزو والبرية والبرج والقباب وبير معين والسافرية والسوافير وإشوع وعسلين وساريس وعاقر والنعاني وصرعة. نزح هؤلاء اللاجئون إلى قرية عين عريك بسبب كثرة عيون الماء فيها، ومنها اتخذ المخيم اسمه. سكن هؤلاء النازحين الخيام في البداية ثم أنشأوا بيوتًا وشوادر وسقائف صغيرة من الحجر والطين والأخشاب، وفي عام 1964 أنشأت وكالة الأمم المتحدة لإغاثة اللاجئين لسكان المخيم وحدات سكنية لتحل محل السقائف والبيوت الحجرية، وكانت هذه الوحدات تتألف من غرفة واحدة تبلغ مساحتها نحو 9 أمتار أو أكثر للعائلات صغيرة الحجم التي يتراوح عددها بين 4-6 أفراد، وغرفتين للعائلات كبيرة الحجم التي يزيد عدد أفرادها عن 6 أفراد، وفي جميع الحالات كانت هذه الوحدات السكنية تخلو من أيّة مرافق.

## مباني المخيم
في عام 1997 سجلت مؤسسة رواق خلال المسح الميداني الذي أجرته للأبنية القديمة نحو 132 مبنى قديما موجودًا في قرية عين عريك بعضها من المباني الواقعة ضمن نطاق مخيم عين عريك، وكان من بينها 114 مبنى يتكون من طابق واحد بينما كانت باقي المباني تتألف من طابقين. وقد أظهرت الحالة الإنشائية لتلك المباني أن هناك 111 مبنى منها لا يزال بحالـة جيدة، مع وجود 18 مبنى بحالة سيئة، وثلاث مبانٍ أخرى غير صالحة للاستخدام.

## الخدمات
منعت حكومة الاحتلال على مدى عقود وحتى عام 2000 شركة المياه من توصيل المياه إلى البيوت الواقعة في مخيم عين عريك. كانت النساء طيلة هذه العقود ينقلن المياه بالدلاء على الرؤوس إلى البيوت كما حرصت معظم عائلات المخيم على وجود بئر في منزلها لتوفير المياه لمعيشتها. وبسبب رفض الاحتلال السماح لشركة الكهرباء بالعمل في المنطقة حتى عام 2000 تماماً كما فعل مع شركة المياه، ظل مخيم عين عريك لعقود يعتمد على مولدات الكهرباء منذ عام 1973، وحتى عام 1984 عندما أدخلت خدمات الكهرباء إلى المخيم لأول مرة.
لا وجود لشبكات الصرف الصحي في مخيم عين عريك، وبدلًا من ذلك يحتوي كل بيت في المخيم على حفرة تستعمل كخزان صرف خاص به وهو ما يسبب مشكلات صحية ومعيشية خاصة عندما تمتلئ الحفرة بالفضلات ويحين موعد إفراغها مما يضطر البعض لبناء غرفة فوق هذه الحفرة لتكون فوهة الحفرة داخلها. يقوم المجلس القروي في قرية عين عريك بجمع النفايات من المخيم باستخدام سيارة تبرّعت بها جهة يابانية لتخدم أربع قرى أخرى في المنطقة بالإضافة إلى مخيم عين عريك، وهي قرى عين عريك ودير بزيع وكفر نعمة وبلعين.
تمكّنت اللجنة الشعبية في مخيم عين عريك منذ تأسيسها من إقامة العديد من المشاريع الحيوية التي تخدم سكان المخيم على الرغم من ضعف الإمكانيات مثل مشروع جمع النفايات قبل أن تتوفر للمخيم سيارة خاصة لجمع النفايات تابعة للمجلس القروي في قرية عين عريك، ومشروع خط المياه الجديد الذي يجلب المياه من عين الشيخ حسين بدلا من خطوط المياه القديمة التي كانت تسير في عرض الشارع، ومشروع إقامة روضة الأطفال النموذجية التي أقيمت بتكلفة بلغت حوالي 45 ألف دولار، ومشروع إعادة تعبيد شوارع المخيم، وإقامة جدران استنادية والذي بلغت تكلفته حوالي 185 ألف دولار، بالإضافة إلى مشروع مجمع خدمات مخيم عين عريك الذي لا يزال قيد التنفيذ إلى جانب العديد من المشاريع الصغيرة التي تهم المواطنين، كما قامت اللجنة أيضًا بشراء قطعة أرض تكلفتها 20 ألف دينار أردني يُرجح أنها سوف تخصص لإقامة نادي رياضي للمخيم.

## الوضع الصحي
يحتوي مخيم عين عريك على عيادة صحية تابعة لوكالة إغاثة اللاجئين، وتعتبر هي العيادة الوحيدة التي تقدم الخدمات الطبية لجميع اللاجئين المقيمين في قرية عين عريك ومخيم عين عريك وقرى كفر نعمة ودير إبزيع وبلعين.

## التعليم
يحتوي مخيم عين عريك على مدرستين تابعتين لمنظمة وكالة الأمم المتحدة لإغاثة اللاجئين (الأونوروا) التي تستأجرهما من الكنيسة الكاثوليكية، وهما مدرسة ابتدائية آيلة للسقوط ومدرسة إعدادية. تشغل المدرسة الإبتدائية في الوقت الحالي مبنى آيل للسقوط لذا قامت منظمة الاونروا بإخلائها ونقل الطُلاب إلى صفوف المدارس الحكومية القريبة لحين ترميمها او استئجار مقر بديل.

## الاعتراف الدولي بالمخيم
لا يزال مخيم عين عريك غير معترف به رسميا من وكالة الأمم المتحدة لإغاثة اللاجئين "الاونروا" على الرغم من وجود مدارس وعيادة صحية ومنشآت سكنية وخدمية تابعة للوكالة بالمخيم منذ عام 1964. كانت الأونوروا تستأجر أرض الأوقاف التي يسكنها لاجئي مخيم عين عريك حتى سبعينيات القرن العشرين إلا أنها قلصت بعد ذلك من نفقاتها في المخيم مما تسبب في ضعف الخدمات وضاعف من معاناة سكان المخيم في شتى نواحي الحياة.

## الوضع السياسي والثقافي
تأسست بمخيم عين عريك لجنة شعبية لخدمات المخيم تابعة لدائرة شؤون اللاجئين في منظمة التحرير الفلسطينية، وينبثق عن اللجنة إطار شبابي  يعرف باسم رابطة شباب المخيم.